# Gudenå
Gudenå (danski:Gudenåen) je rijeka na poluotoku Jutland. To je najduža rijeka u Danskoj. Duga je 175 km. Teče od Tinnet Krata u regiji Vejle do Randersa. Na rijeci su riječna jezera Sminge Sø, Silkeborg Langsø, Brassø, Borre Sø, Julsø, Biksø, Rye Mølle Sø, Gudensø, Mossø, Vestbirk Sø i Naldal Sø.